# Leonessa
Leonessa és un comune (municipi) de la província de Rieti, a la regió italiana del Laci. A 1 de gener de 2019 la seva població era de 2.328 habitants.
Històricament, la ciutat és coneguda principalment com el lloc de naixement de Josep de Leonessa. Fins al 1927 va formar part de la província de L'Aquila. La ciutat va patir una de les pitjors represàlies alemanyes durant la Segona Guerra Mundial quan la Wehrmacht i les SS van matar 51 habitants a principis d'abril de 1944. El 1959 es va erigir un monument dedicat als morts.
La producció d'aliments típica inclou la varietat local de la patata, coneguda com la patata de Leonessa.

## Llocs d'interès
Leonessa és una ciutat d'art d'aspecte medieval, amb una plaça principal històrica. Les esglésies inclouen:
- Sant Pere (San Pietro)
- Sant Francesc (San Francesco)
- Santa Maria del Poble (Santa Maria del Popolo)
- Església i santuari de Sant Josep de Leonessa (San Giuseppe da Leonessa)

## Frazioni
Albaneto, Casanova, Fontenova, Leonessa Colleverde, Cumulata, Sala, San Clemente, San Vito, Vallimpuni, Viesci, Vindoli, Volciano, Casale dei Frati, Villa Alesse, Villa Berti, Villa Bigioni, Villa Bradde, Villa Carmine, Villa Ciavatta, Villa Climinti, Villa Colapietro, Villa Cordisco, Villa Gizzi, Villa Lucci, Villa Massi, Villa Pulcini, Villa Zunna, Albaneto, Piedelpoggio, Villa Immagine, Corvatello, Sant'Angelo, Terzone, Casa Buccioli, Capodacqua, Ocre, Pianezza, San Giovenale i Vallunga.

## Ciutats agermanades
- Gonesse, França